# سيمون جيمس دوسن
سيمون جيمس دوسن هو مهندس ومهندس مدني وسياسي كندي، ولد في 13 يونيو 1818، وتوفي في 30 أكتوبر 1902 في أوتاوا في كندا. حزبياً، نشط في الحزب الليبرالي في أونتاريو ‏. وقد انتخب عضو برلمان مقاطعة أونتاريو وانتخب عضو مجلس العموم الكندي.